# American-180
American-180 — американський пістолет-кулемет, що має рідкісний для цього типу зброї дисковий магазин великої місткості.

## Історія створення і застосування
Ця зброя була розроблена на базі карабіна Касулла Casull Model 290 як додаткова зброя для співробітників поліції та тюремної охорони. Спочатку пістолет-кулемет вироблявся за контрактом в Австрії, а потім імпортувався у США компанією Christopher & Associates. Пізніше виробництво American-180 було налагоджено США компанією American Arms International, а потім — Illinois Arms Company, Inc. (Ilarco). Досить значна кількість пістолетів-кулеметів було прийнято на озброєння тюремною охороною федеральних та місцевих в'язниць США, і активно використовувалося при придушенні тюремних бунтів. Поліція дуже швидко оцінила переваги цієї зброї. Малопотужний патрон .22 LR, що використовується в цьому пістолет-кулеметі, майже не давав рикошетів і забезпечував відмінну точність і стабільність, навіть при стрільбі довгими чергами. А висока скорострільність при стрільбі довгими чергами успішно компенсувала малу зупинку окремої кулі, разом з великим магазином забезпечивши високу вогневу міць, яка була необхідна при придушенні заворушень.
Проте вельми неприємним фактом для правоохоронців виявилася несподівано висока ефективність даної зброї проти їх власних бронежилетів. Незважаючи на те, що окремий патрон був малопотужним, довга черга з автомата American-180 буквально «прогризала» їхні бронежилети, але лише за умови, що ціль була нерухома і кулі потрапляли приблизно в те саме місце броні.

## Конструкція
Пістолет-кулемет American-180 побудований на основі автоматики з вільним затвором, вогонь ведеться з відкритого затвора, режими вогню — поодинокі постріли або черги. Темп стрільби у варіанті під патрон .22LR (звичайний малокаліберний патрон) — до 1200 пострілів за хвилину. Магазин — дисковий, на 165, 177, 220 або 275 набоїв, розміщений над ствольною коробкою. На цівці розміщена додаткова пістолетна рукоять, що покращує керованість зброї. Є можливість встановлення лазерного вказівника.
Існує кілька модифікацій даної зброї: з укороченим до 229 мм стволом, і варіант під патрон .22 Short Magnum rimfire (.22 WMR Short, .22 ILARCO), що відрізняється більшою вогневою міццю зі скорострільністю до 1500 пострілів за хвилину.

## Оператори
- Південна Родезія[2]
- Південно-Африканська Республіка
- Франція
- США